# Andries Noppert
Andries Noppert, né le 7 avril 1994 à Heerenveen aux Pays-Bas, est un footballeur international néerlandais qui joue au poste de gardien de but au SC Heerenveen.

## Biographie

### En club
Né à Heerenveen aux Pays-Bas, Andries Noppert est formé par le club local du SC Heerenveen mais n'y joue aucun match en professionnel. Il rejoint le NAC Breda lors de l'été 2014 mais doit attendre le 22 avril 2016 pour faire sa première apparition en professionnel, lors d'une rencontre de championnat face au Almere City FC. Il est titularisé et les deux équipes se neutralisent (1-1 score final).
Le 30 janvier 2018, Noppert rejoint l'Italie afin de s'engager en faveur du Foggia Calcio.
Le 12 septembre 2019, Andries Noppert s'engage en faveur du FC Dordrecht.
Alors qu'il est sans club depuis l'été 2020, Noppert rejoint librement le Go Ahead Eagles le 22 janvier 2021. Bien qu'il se contente d'un rôle de doublure lors de cette saison 2020-2021, il voit son équipe remonter en première division, les Eagles terminant deuxième du championnat.
Lors de l'été 2022, Noppert fait son retour au SC Heerenveen. Le transfert est annoncé le 16 mai 2022, et il signe un contrat de deux ans.
En janvier 2023, Noppert se blesse sérieusement à l'aine, ce qui le rends indisponible pour une longue période. Il fait son retour à la compétition quatre mois plus tard, en mai 2023.

### En sélection
Andries Noppert est convoqué pour la première fois avec l'équipe nationale des Pays-Bas en septembre 2022.
Le 11 novembre 2022, il est sélectionné par Louis van Gaal pour participer à la Coupe du monde 2022,, et il y honore sa première sélection le 21 novembre 2022 lors du premier match contre le Sénégal, en n'encaissant aucun but (victoire 2-0). Gardien titulaire durant toute la compétition,, les Pays-Bas sont éliminés en quart de finale aux tirs au but face à l'Argentine (score 2-2, 3-4 tab).